# Mount Vernon (Washington)
Mount Vernon az Amerikai Egyesült Államok északnyugati részén, Washington állam Skagit megyéjében elhelyezkedő város, a megye székhelye. A 2010. évi népszámlálási adatok alapján 31 743 lakosa van.
Mount Vernont 1998-ban a New Rating Guide to Life in America’s Small Cities „Amerika legjobb kisvárosának” nevezte.

## Története

### Megalapítása
Jasper Gates és Joseph Dwelley 1870-ben telepedtek le a Skagit folyó partján. Harrison Clothier tanító 1877-ben érkezett; később E. G. English nevű diákjával közös vállalkozást hoztak létre. Kettejüket a város alapítóiként tartják számon. 1877-ben megnyílt a postahivatal, amelynek vezetője Harrison Clothier lett. A település névadója a Mount Vernon ültetvény, George Washington nyughelye. A két férfi később kialakította a településrendezési tervet.
Mount Vernon gazdasága kezdetben a faiparon alapult. A település gyorsan növekedett, a folyó mentén számos szálló és szalon létesült. A fák torlódása miatt nagyobb hajók nem tudtak kikötni, így a kézbesítők a települést Skagit City felől kenukkal közelítették meg. A Ruby-patak közelében fekvő bányák rövid növekedést eredményeztek, azonban a kitermelhető mennyiség kevésnek bizonyult, az árak csökkenése miatt pedig a faipar is hanyatlott. 1881-ben Mount Vernon lakossága 75 fő volt.
1882-ben megnyílt az Odd Fellows fogadó, 1884-ben pedig létrejött az első újság (The Skagit News). 1884-ben megalakult a baptista gyülekezet, azonban templomot csak évekkel később emeltek. 1884 novemberében Mount Vernont választották megyeszékhelyül (a másik jelölt La Conner volt). A közigazgatási funkciókat kezdetben az Odd Fellows épülete látta el.

### A 20. század fordulóján
Mount Vernon növekedését központi elhelyezkedésének köszönheti, azonban a vasúti összeköttetés hiányzott. Az 1889-ben létrejött bizottság megállapodott a Great Northern Railwayjel a vonal kiépítéséről, amely 1891-re készült el. Később a Seattle, Lake Shore and Eastern Railway vállalattal is tárgyaltak, azonban annak jogutódja, a Northern Pacific Railway a pályát Sedro–Woolley-n át építette ki.
A vasút megnyitását követően számos új vállalkozást alapítottak. Mount Vernon 1893. július 5-én kapott városi rangot; a törvényszék ugyanezen évben nyílt meg. Mivel a gazdaság már kellően stabil volt, az 1890-es években a térségben máshol megfigyelhető ugrásszerű növekedés elmaradt. 1891-ben tűz ütött ki, a víz pedig két utcát elmosott, de az épületeket újjáépítették. Az operaház is ebben az évben nyílt meg.
Az 1893-as válság a fejlődést lelassította. Az 1894-es áradást követően megépült a Skagit folyó első gátja. Az 1900-as tűzben az alapításkori épületek mindegyike megsemmisült, 1903-ban pedig a belvárosban további épületek égtek le. A vízhálózatot az 1894-es sikertelen próbálkozást követően 1902-ben építették ki.

### Közlekedésfejlesztés
1910-ben Mount Vernon lett a Bellingham & Skagit Railway városközi villamosának végállomása. Az 1912. augusztus 31-én megnyílt vonalon Bellingham, Burlington és Sedro–Woolley felé szállítottak utasokat és árukat. A személyszállító vonatok napközben kétóránként jártak, míg a teherszállító járművek éjszaka közlekedtek. Helyi vállalkozások tulajdonosai kérvényezték a Pacific Northwest Traction Company névre átnevezett üzemeltetőtől az Everettig történő hosszabbítást, amelyre nem került sor. A gazdaság gyengülése és az első világháború miatt a vonalon többször is hónapokig szünetelt a forgalom. 1920-ra Seattle és Bellingham között kiépült a közúti kapcsolat, amely a vasút vetélytársa lett. A balesetek és áradások miatt a veszteséges vasúti járatot 1930 júniusában végleg leállították.

## Éghajlat
A város éghajlata mediterrán (a Köppen-skála szerint Csb).
| Hónap                         | Jan.  | Feb.  | Már.  | Ápr. | Máj. | Jún. | Júl. | Aug. | Szep. | Okt. | Nov.  | Dec.  | Év    |
| ----------------------------- | ----- | ----- | ----- | ---- | ---- | ---- | ---- | ---- | ----- | ---- | ----- | ----- | ----- |
| Rekord max. hőmérséklet (°C)  | 18,9  | 21,7  | 26,7  | 26,7 | 31,7 | 33,3 | 34,4 | 36,7 | 31,7  | 28,3 | 21,7  | 18,3  | 36,7  |
| Átlagos max. hőmérséklet (°C) | 8,3   | 10,0  | 12,2  | 14,4 | 17,8 | 20,6 | 22,8 | 23,3 | 20,6  | 15,0 | 10,6  | 7,8   | 15,3  |
| Átlagos min. hőmérséklet (°C) | 2,2   | 1,7   | 3,3   | 5,0  | 7,8  | 10,0 | 11,7 | 11,1 | 8,9   | 6,1  | 3,9   | 1,7   | 6,1   |
| Rekord min. hőmérséklet (°C)  | −20,0 | −12,8 | −12,8 | −3,9 | 0,0  | 3,3  | 3,3  | 2,2  | −2,2  | −7,2 | −13,9 | −18,0 | −20,0 |
| Átl. csapadékmennyiség (mm)   | 105   | 67    | 76    | 60   | 68   | 54   | 29   | 35   | 44    | 87   | 133   | 88    | 846   |
| Forrás: The Weather Channel   |       |       |       |      |      |      |      |      |       |      |       |       |       |

## Népesség
A 2010-es népszámláláskor a városnak 31 743 lakója, 11 342 háztartása és 7443 családja volt. A népsűrűség 996,6 fő/km2. A lakóegységek száma 12 058, sűrűségük 378,6 db/km2. A lakosok 72,8%-a fehér, 1%-a afroamerikai, 1,6%-a indián, 2,7%-a ázsiai, 0,2%-a a Csendes-óceáni szigetekről származik, 17,6%-a egyéb, 4%-a pedig kettő vagy több etnikumú. A spanyol vagy latino származásúak aránya 33,7% (   )
A háztartások 37,1%-ában élt 18 évnél fiatalabb. 47,6% házas, 12,2% egyedülálló nő, 5,8% egyedülálló férfi, 34,4% pedig nem család. 26,8% egyedül élt; 12%-uk 65 éves vagy idősebb. Egy háztartásban átlagosan 2,74 személy élt; a családok átlagmérete 3,33 fő.
A medián életkor 32,3 év volt. A város lakóinak 28,2%-a 18 évesnél fiatalabb, 10,1% 18 és 24 év közötti, 27,5%-uk 25 és 44 év közötti, 21,4%-uk 45 és 64 év közötti, 12,7%-uk pedig 65 éves vagy idősebb. A lakosok 49%-a férfi, 51%-a pedig nő.

## Infrastruktúra

### Közlekedés
A város közúton az I-5-ön, a WA-9-en, a WA-536-on és a WA-538-on közelíthető meg.
A 2004-ben megnyílt Skagit állomáson az Amtrak vonataira, valamint a Greyhound Lines és a Skagit Transit autóbuszaira lehet felszállni.

### Árvízvédelem
A Skagit folyó áradásakor homokzsákokból másfél méter magas falat alakítottak ki. 2007 tavaszán a város mobilgát vásárlása mellett döntött; a norvég AquaFence-től vásárolt struktúra az USA első ilyen eszköze. Az 1,2 méter magas fal néhány ember közreműködésével három óra alatt felállítható (a homokzsákok megtöltéséhez és pakolásához 12 órára és több száz önkéntesre lenne szükség). A gátat 2019-re szerelték össze. A 2017-es hálaadáskor Mount Vernonban, Lymanben és Hamiltonban is áradások voltak.

## Nevezetes személyek
- Chad Lindberg, színész[24]
- Cheryl Bentyne, Grammy-díjas énekes[25]
- Coady Willis, dobos[26]
- Craig Kelly, snowboardos[27]
- David Gates, énekes-dalszerző[28]
- Don Eldridge, politikus[29]
- Glenn Beck, műsorvezető[30]
- Graham Kerr, séf[31]
- James Caviezel, színész[32]
- Kyle Kendrick, baseballozó[33]
- Mark Hendrickson, baseballozó[34]
- Michael E. Pegram, versenyló-tulajdonos[35]
- N. Bruce Hannay, vegyész[36]
- Oscar Jimenez, labdarúgó[37]
- R. Garcia y Robertson, író[38]
- Ross Mathews, televíziós személyiség[39]
- Scott Clements, pókerező[40]
- T. J. Oshie, jégkorongozó[41]
- Winnie Brinks, politikus[42]

## Testvérváros
- Chilliwack, Kanada[43]

## Fordítás
- Ez a szócikk részben vagy egészben  a   Mount Vernon, Washington című angol Wikipédia-szócikk ezen változatának fordításán alapul.  Az eredeti cikk szerkesztőit annak laptörténete sorolja fel. Ez a jelzés csupán a megfogalmazás eredetét és a szerzői jogokat jelzi, nem szolgál a cikkben szereplő információk forrásmegjelöléseként.